# (30858) 1992 AU1
1992 أي يو 1 (ويعرف أيضًا باسم (30858) 1992 أي يو 1 وفق تسمية الكوكب الصغير) (بالإنجليزية: 1992 AU1)‏ هو كويكب ضمن حزام الكويكبات؛ وترتيبه 30858 من حيث الاكتشاف.
اكتُشف هذا الجُرم الفلكي بواسطة اليانور إف. هيلين في 9 يناير 1992.

## وصلات خارجية
- (30858) 1992 AU1 في قاعدة بيانات مختبر الدفع النفاث لأجرام النظام الشمسي الصغيرة

- الاكتشاف · مخطط المدار ·  العناصر المدارية · المعلمات المادية

- (30858) 1992 AU1 على موقع ويكي سكاي: DSS2, SDSS, GALEX, IRAS, Hydrogen α, X-Ray, Astrophoto, Sky Map, Articles and images